# São José do Cedro
São José do Cedro é um município brasileiro do estado de Santa Catarina. Sua população, conforme o Censo de 2022, é de 14.167 habitantes.
Localiza-se a uma latitude 26º27'18" sul e a uma longitude 53º29'39" oeste, estando a uma altitude de 731 metros. Possui uma área de 261,21 km².

## História
O município de São José do Cedro foi emancipado politicamente pela lei estadual nº 348, de 21 de junho de 1958, com território desmembrado do município de Dionísio Cerqueira.

## Economia
A economia de São José do Cedro é baseada na agricultura, na pecuária e na atividade industrial, principalmente de lacticínios e na indústria moveleira. O turismo é outro setor importante da economia da cidade. O município é banhado pelo rio Peperi-Guaçu. Entre seus pontos turísticos, se destacam os Cânions de São Vendelino, que possui cachoeiras de 18 metros de altura.

## Ligações exernas
- «Sítio oficial»